# Al'met'evsk
Al'mét'evsk (in russo Альме́тьевск?, anche traslitterata come Almetyevsk; in tataro Әлмәт, Älmät) è una città della Russia europea centro-orientale, situata sul fiume Zaj nella parte sudorientale della Repubblica Autonoma del Tatarstan.
La città stata fondata nel XVII secolo; il suo sviluppo è però recente, ed è collegato (come si può dedurre dallo stemma municipale) all'industria petrolifera.
La città è terminale di alcuni oleodotti nonché capoluogo dell'Al'met'evskij rajon.